# Auflösung der römischen Tetrarchie

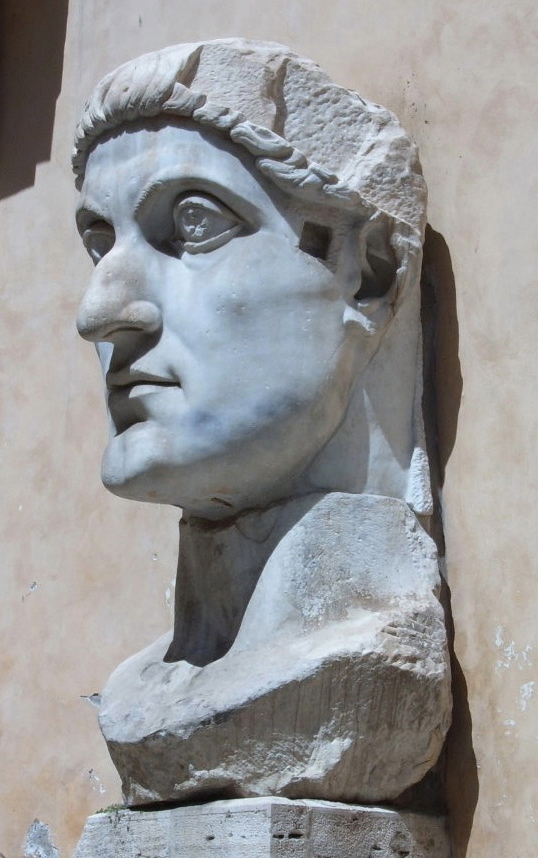
Kopf der Kolossalstatue Konstantins des Großen, Kapitolinische Museen, Rom. Die Erhebung Konstantins zum Kaiser löste die Krise der Tetrarchie aus.

Die Auflösung der römischen Tetrarchie war der Prozess in der römischen Geschichte, der in den Jahren 306–324 zum Ende des von Kaiser Diokletian begründeten Vierkaisersystems führte.
Als 306 der bisherige Oberkaiser (Augustus) Constantius Chlorus starb, riefen seine Truppen seinen Sohn Konstantin zum Kaiser aus. Nach dem von Diokletian im Jahr 293 begründeten tetrarchischen System hätte jedoch der bisherige Unterkaiser (Caesar) des Constantius, Severus, zum Augustus aufsteigen müssen. Schon bald brach ein Bürgerkrieg aus, den auch Diokletian, der 308 aus dem Ruhestand zurückkehrte, um zwischen den rivalisierenden Kaisern zu vermitteln, nicht beenden konnte. Konstantin gelang es, seine Gegner – darunter Diokletians früheren Kollegen Maximian und dessen Sohn Maxentius – nach und nach auszuschalten, bis er sich im Jahr 313 die Macht nur noch mit Licinius teilen musste. Auch zwischen den beiden verbliebenen Kaisern kam es mehrfach zu kriegerischen Auseinandersetzungen, die schließlich 324 mit dem endgültigen Sieg Konstantins endeten. Konstantin erneuerte so die auf dem dynastischen Prinzip beruhende Monarchie.

## Diokletians Tetrarchie
Im Laufe des 3. Jahrhunderts hatten sich diverse Probleme des Prinzipatssystems gezeigt. Seit 235 regierten Soldatenkaiser über das Römische Reich, die oft vom Heer zu Kaisern ausgerufen wurden. Diese Zeit der Reichskrise des 3. Jahrhunderts war durch eine hohe politische Instabilität gekennzeichnet: Oft gab es mehrere Kaiser, die sich gegenseitig bekämpften, kaum einer der Kaiser in dieser Zeit starb eines natürlichen Todes – 235–285 gab es insgesamt 70 Kaiser. Gleichzeitig stellten sich außenpolitische Probleme ein: Während sich die schon vorher bestehende Bedrohung durch die Germanen an Rhein und Donau noch verschärfte, entstand im Osten seit 224 eine neue Gefahr durch die persischen Sasaniden.

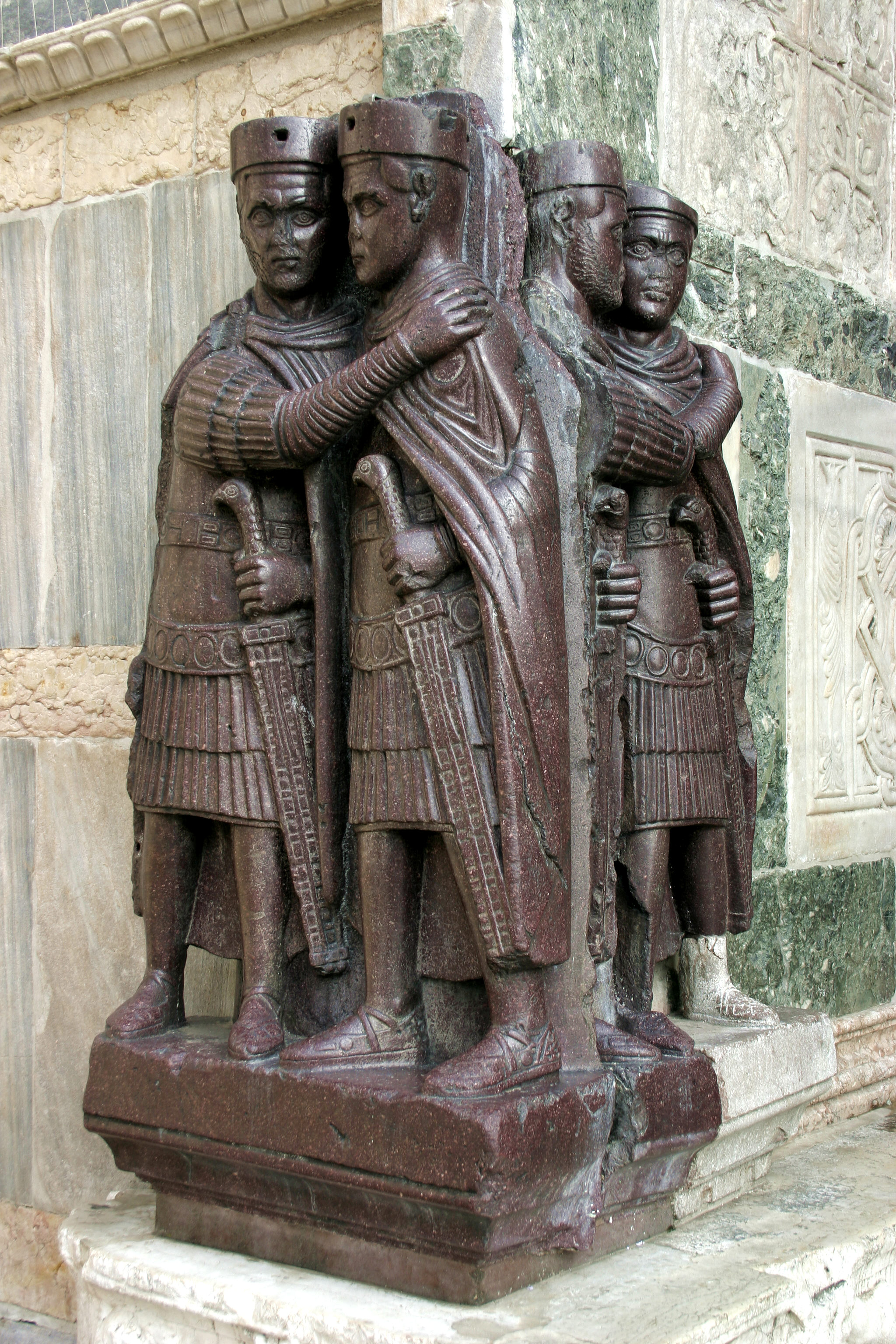
Porphyrstatue der Tetrarchen, die sogenannte Venezianische Tetrarchengruppe, am Markusdom in Venedig. Durch die enge Bindung und Gleichstellung der beiden Paare wird die Eintracht (concordia) der Tetrarchen betont.

284 kam Diokletian an die Macht. Er leitete administrative, wirtschaftliche und militärische Reformen ein, um das krisengeschüttelte Reich zu stabilisieren. Die politische Instabilität der Reichskrise, in der die ständigen Usurpationen zu einer Lähmung des gesamten Reiches führten, bekämpfte Diokletian 293 mit der Einführung der Tetrarchie. In diesem System sollten jeweils vier Kaiser regieren, zwei davon als Augusti, d. h. Oberkaiser, zwei als Caesares, als Unterkaiser. Jeder der Kaiser konnte innerhalb seines Gebietes relativ autonom agieren; Gesetze wurden im Namen aller Kaiser erlassen. Schon 286 hatte Diokletian seinen Freund Maximian zum zweiten Augustus ernannt und das Reich in zwei Hälften geteilt: Maximian regierte im Westen, Diokletian im Osten. 293 kamen die beiden Caesares Constantius Chlorus und Galerius hinzu.
Das tetrarchische System gründete sich nicht auf unmittelbare leibliche Verwandtschaft. Die kaiserliche Propaganda betonte stattdessen, die Kaiser seien aufgrund ihrer – vor allem militärischen – Kompetenz ernannt worden. Eine höhere Legitimation suchte man in der Berufung auf die traditionelle Römische Religion: Diokletian nahm den Beinamen Iovius an und verband sich so mit dem Gott Jupiter, Maximian nannte sich Herculius und ordnete sich so Herkules unter. Auch auf eine dynastische Legitimation, die im römischen Denken ohnehin fest verwurzelt war, wollte man nicht verzichten: Jeder Oberkaiser adoptierte seinen jeweiligen Caesar und verheiratete ihn mit einer seiner Töchter. So wurden mit der iovianischen und der herculischen zwei neue tetrarchische Dynastien begründet. Auch in der Propaganda betonten die Tetrarchen ihre Eintracht (concordia).
In der Tetrarchie waren die jeweils ranggleichen Kaiser prinzipiell gleichgestellt, Diokletian war als senior Augustus (älterer Augustus) und als derjenige mit der längsten Regierungszeit seinem Mitkaiser Maximian nur an auctoritas überlegen. Im Zweifel war aber offenbar er derjenige, der die wichtigsten Entscheidungen traf und im Konfliktfall das letzte Wort hatte. 305 traten die Augusti Diokletian und Maximian zugunsten ihrer Caesares als aktive Kaiser zurück. Wann Diokletian diese Entscheidung traf und welche Gründe ihn dazu bewogen, ist umstritten. Einige Forscher vermuten, dass dahinter ein durchdachtes System stand, nach dem die tetrarchischen Augusti jeweils nach einer 20-jährigen Regierungszeit zurücktreten sollten. Demnach hätte jeder Kaiser am Ende zehn Jahre als Caesar und zehn Jahre als Augustus aktiv regiert.
Constantius Chlorus und Galerius rückten als Augusti nach, neue Caesares wurden Severus im Westen und Maximinus Daia im Osten. Diese neue Konstellation wird als zweite Tetrarchie bezeichnet. Einige Forscher sehen im Rücktritt Diokletians bereits den Anfang vom Ende der Tetrarchie: Weil es dessen Nachfolgern – zunächst Constantius, dann Galerius – nicht gelungen sei, ihre unbedingte Vormachtstellung als seniores Augusti durchzusetzen, habe dem System das autoritative Zentrum gefehlt. Dies sei einer der Hauptgründe für das Scheitern der Tetrarchie. Der zweiten Tetrarchie war nur eine kurze Dauer beschieden: Im Juni 306 starb der neue senior Augustus Constantius im britannischen Eburacum, dem heutigen York.

## Auflösung der Tetrarchie

### Ausbruch des Bürgerkriegs

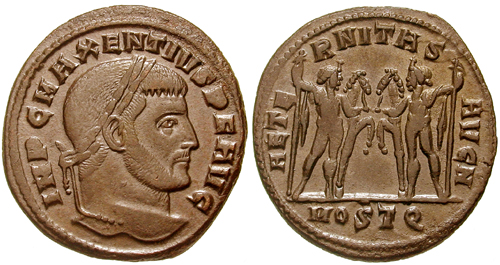
Follis des Maxentius, der sich 306 in Rom zum Kaiser ausrufen ließ

Constantius’ Truppen riefen unmittelbar nach dessen Tod seinen ältesten Sohn Konstantin, der gemeinsam mit seinem Vater gegen die Pikten gekämpft hatte, zum Augustus aus. Nach dem tetrarchischen System hätte jedoch Severus, bis dahin Caesar des Constantius, als Augustus nachrücken müssen. Galerius, seit dem Tod des Constantius senior Augustus, erkannte die Herrschaftserhebung Konstantins an, allerdings nur im Rang eines Caesaren (dritte Tetrarchie). Maxentius, dem Sohn des vormaligen Augustus Maximian, verweigerte er jedoch diese Anerkennung, als sich dieser im Oktober 306 von Senat und Volk von Rom zum Kaiser (princeps) ausrufen ließ. Konstantin akzeptierte die Zurückstufung zunächst, propagierte aber auf Münzen und in Inschriften statt seiner Zugehörigkeit zur fiktiven tetrarchischen Dynastie der Herculier lieber seine tatsächliche Abstammung von Constantius Chlorus.
Wenig später scheiterte Severus in dem Versuch, Italien dem Maxentius zu entreißen, als sich Maximian auf die Seite seines Sohns stellte und in Ravenna die Truppen des Severus für sich gewann. Severus wurde verhaftet und während eines ebenfalls erfolglosen Eroberungsversuchs des Galerius hingerichtet. Maximian erhob nun abermals Anspruch auf die Herrschaft als Augustus und suchte die Zusammenarbeit mit Konstantin, der durch erste Erfolge gegen die Franken sein militärisches Können unter Beweis gestellt hatte. Maximian vermählte ihn 307 in Augusta Treverorum, dem heutigen Trier, mit seiner Tochter Fausta und erhob ihn in den Rang eines Augustus. Für Konstantin hatte die Allianz mit Maximian vor allem legitimatorische Gründe: Er war nun – zusätzlich zu seiner direkten Abstammung von Constantius I. – Teil der von Maximian begründeten tetrarchischen Dynastie der Herculier. Auf der Strecke blieb bei den Vereinbarungen Maximians eigener Sohn Maxentius. Dieser sah sich aber durch den Misserfolg des Galerius bei einem Angriff auf Rom, den die Soldaten offenbar nicht mitmachen wollten, in seiner Position als Kaiser bestärkt. Daher lehnte er den von seinem Vater, der extra nach Rom gereist war, geforderten Rücktritt ab. Anschließend musste Maximian zu Konstantin fliehen.
Im Jahr 308 gab es somit sechs Männer, die die Herrschaft im Römischen Reich beanspruchten:
- Galerius, der als senior Augustus über Illyrien und Kleinasien regierte,
- Maximinus Daia, der als Caesar des Galerius über Ägypten und den Orient herrschte,
- Konstantin, der als Caesar über Gallien, Britannien und Hispanien herrschte, dessen Erhebung zum Augustus jedoch umstritten war,
- Maximian, der seine alte Stellung eines Augustus des Westens beanspruchte und als Verbündeter Konstantins in dessen gallischem Herrschaftsbereich residierte,
- Maxentius, dessen Herrschaft über Italien und Africa allgemein die Anerkennung versagt wurde, der sich aber bisher allen Entmachtungsversuchen hatte erwehren können,
- Licinius, den Kandidaten des Galerius für die Nachfolge des Severus als Augustus des Westens.

### Die Kaiserkonferenz von Carnuntum

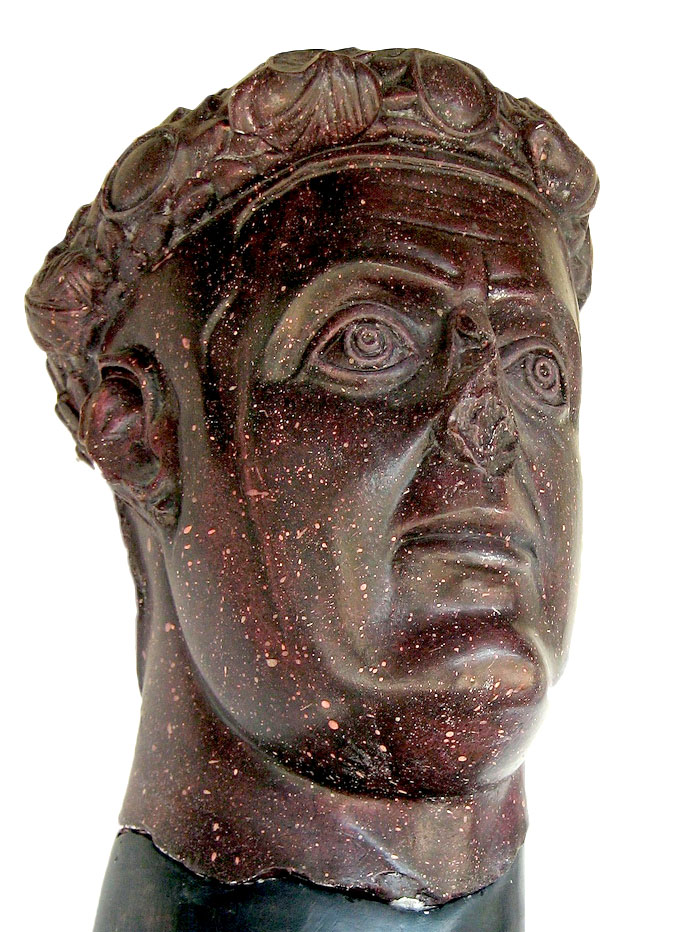
Porphyrkopf des Galerius aus seinem Palast in Romuliana

In dieser schwierigen Situation bat Galerius Diokletian, den 305 gemeinsam mit Maximian zurückgetretenen Begründer der Tetrarchie, um Schlichtung. Diokletian wurde für 308 zum Konsul ernannt und berief ein Treffen der Kaiser im pannonischen Carnuntum ein (die sogenannte Kaiserkonferenz von Carnuntum). Obwohl er darum gebeten worden war, hatte er sich geweigert, selbst wieder Kaiser zu werden.
Auf der Konferenz wurde nun vereinbart, dass Konstantin Caesar statt Augustus bleiben sollte. Diokletian konnte außerdem Maximian erneut zur Abdankung bewegen. Als Nachfolger des hingerichteten Severus wurde am 18. November 308 Licinius, ein hoher Offizier, zum neuen Augustus des Westens ernannt, ohne vorher je Caesar gewesen zu sein, was eigentlich dem tetrarchischen Konzept widersprach. Maxentius wurde nach wie vor nicht anerkannt.
Im Osten des Reiches amtierten somit nach der Kaiserkonferenz wie schon seit 306 Galerius als Augustus und Maximinus Daia als Caesar, im Westen Licinius als Augustus und Konstantin als Caesar (vierte Tetrarchie). Der ihnen von Galerius zugestandene Ehrentitel filius Augustorum genügte den beiden Caesares allerdings nicht, sie bezeichneten sich bald ebenfalls als Augusti. Licinius, der neue Augustus des Westens, war außer für Rätien und Pannonien eigentlich auch für Italien und Africa zuständig, tatsächlich wurden diese Provinzen aber weiterhin von Maxentius kontrolliert.

### Das Ende Maximians
Während Licinius an der Donaugrenze gegen äußere Feinde kämpfte, nahm Konstantin im Inneren den Kampf gegen die Gegner der in der Kaiserkonferenz festgelegten Ordnung auf. Zunächst ging er gegen Maximian vor, der 310, während Konstantin an der Rheinfront gegen die Germanen kämpfte, in Arelate (Arles) ein drittes Mal den Kaiserthron bestiegen hatte. Maximian hatte sich mit seinen Soldaten in Massilia (heute Marseille) verschanzt, wo er offenbar auf Verstärkung durch seinen Sohn Maxentius hoffte. Konstantin brauchte die Stadt nicht lange zu belagern: Maximians Soldaten erkannten die aussichtslose Lage ihres Kaisers und öffneten die Tore. Kurz darauf wurde Konstantins Schwiegervater erhängt aufgefunden.
Nach dem Sieg gegen Maximian löste sich Konstantin von der fiktiven tetrarchischen Dynastie der Herculier. Er ließ in einem Panegyrikus verkünden, er stamme vom Gotensieger Claudius Gothicus (268–270) ab. Er kehrte so der herculischen Dynastie den Rücken und postulierte stattdessen eine eigene konstantinische Dynastie, wobei er sich programmatisch von einer Herrschaft abgrenzte, die nur vom „zufälligen Einverständnis anderer“ abhing. Wolfgang Kuhoff zufolge sollte dies „eine radikale Abkehr von den ideologischen Grundlagen der tetrarchischen Herrschaftsform ausdrücken“. Die kaiserliche Dynastie war nun wieder auf die direkte Blutsverwandtschaft ihrer Mitglieder gegründet und nicht mehr auf die alte römische Religion und die Kompetenz der Herrscher.

### Ein Kampf um Rom: Konstantin gegen Maxentius
In der Zwischenzeit hatte Maxentius in Rom mit Versorgungsproblemen zu kämpfen: Africa, die wichtigste Quelle von Getreidelieferungen für die alte Hauptstadt, hatte sich im Frühjahr 309 unter Domitius Alexander gegen ihn erhoben. Kurzzeitig reklamierten also mit den Kaisern der in Carnuntum festgelegten dritten Tetrarchie, Maxentius, Maximian und Domitius Alexander sieben Männer den Titel eines Augustus für sich. Die Kontrolle über Africa konnte Maxentius erst 310 wieder zurückgewinnen; er feierte den Sieg über Domitius Alexander als Triumph – den letzten, der im alten Stil gefeiert wurde – über Roms alten Gegner Karthago.

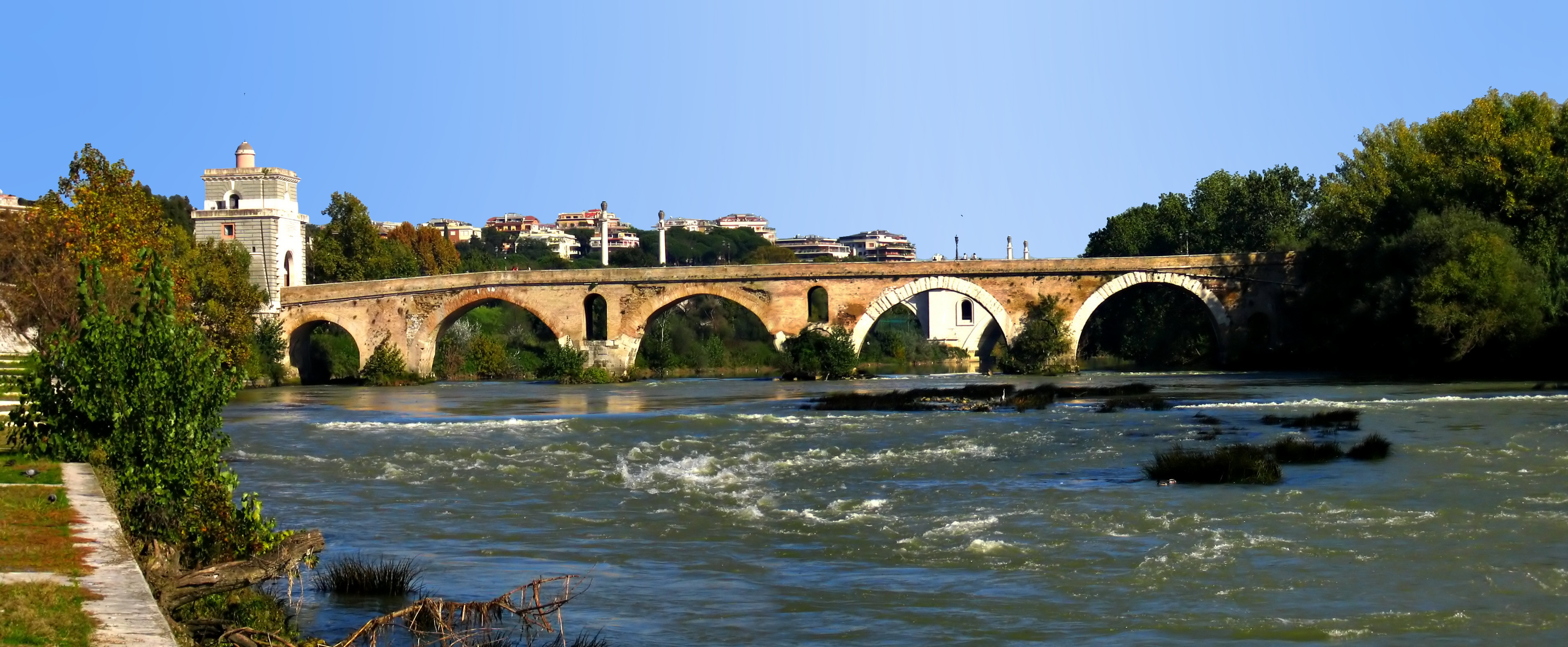
Die Milvische Brücke, an der Konstantin und Maxentius aufeinandertrafen

Der Kampf zwischen Maxentius und Konstantin wurde zunächst noch vor allem mit Worten geführt: Maxentius warf Konstantin vor, er habe seinen Vater Maximian ermordet, Konstantin behauptete, sein Gegner sei ein Bastard Maximians. 312 fiel Konstantin schließlich mit seinen Truppen in Italien ein. Zunächst besiegte er die Garnisonen des Maxentius in Turin und Susa. Anschließend gelang ihm in der Schlacht von Verona ein Sieg gegen Maxentius’ fähigen Prätorianerpräfekten Ruricius Pompeianus. Danach gewann er Mailand und Aquileia, die sich offenbar kampflos ergaben, und stand Ende Oktober vor den Toren Roms. Maxentius verließ die Sicherheit der von der Aurelianischen Mauer geschützten Stadt und zog Konstantin entgegen. Er verlor die nördlich der Milvischen Brücke geschlagene Schlacht und kam dabei selbst zu Tode; Konstantin konnte siegreich in die ewige Stadt einziehen.
Der Lobredner von 313 schrieb Konstantins Entscheidung, die Auseinandersetzung mit Maxentius zu suchen, noch einer nicht näher bestimmten Gottheit zu, aber bereits wenige Jahre nach der Schlacht an der Milvischen Brücke verbreiteten die christlichen Autoren Lactantius und Eusebius von Caesarea, Konstantin habe 312 mit Unterstützung des Christengottes gesiegt. Er habe nach einer göttlichen Vision seine Soldaten vor der Schlacht das Christusmonogramm auf die Schilde malen lassen. Dass Konstantin sich um diese Zeit dem Christentum zugewandt hat, gilt als gesichert, der genaue Zeitpunkt ist jedoch umstritten und die Anbringung des Christusmonogramms auf den Schilden ganz überwiegend noch heidnischer Soldaten gilt als eher unwahrscheinlich.

### Licinius gegen Maximinus Daia

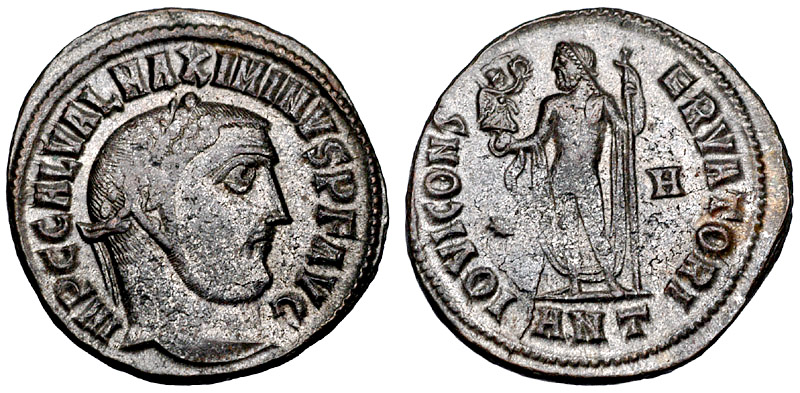
Follis Maximinus Daias

Der senior Augustus Galerius, der noch kurz vor seinem Tod in einem Toleranzedikt die 303 von seinem Vorgänger Diokletian begonnenen Christenverfolgungen für beendet erklärt hatte, war Anfang Mai 311 gestorben. Nach den Regeln der Tetrarchie hätte nun sein Caesar Maximinus Daia als dienstältester verbliebener Kaiser seine Nachfolge antreten und einen neuen Caesar ernennen müssen. Tatsächlich musste er sich aber die Macht im Osten des Reiches mit Licinius teilen, der nach Galerius’ Tod die ihm in Carnuntum zugewiesenen Provinzen verlassen und die Kontrolle über den Balkan übernommen hatte. Die Ehefrau des verstorbenen Kaisers, Diokletians Tochter Valeria, und sein illegitimer Sohn Candidianus flohen zu Maximinus Daia, der Candidianus mit seiner Tochter verlobte. Einen neuen Caesar ernannte er nicht.
Die 311 erfolgte Aufteilung des Ostens sollte nicht von Dauer sein. Beide Kaiser strebten nach der Alleinherrschaft über den Osten des Reiches und suchten dazu Unterstützung im Westen. Licinius verbündete sich mit Konstantin und verlobte sich mit dessen Halbschwester Constantia, Maximinus verständigte sich mit Maxentius. Nach der Niederlage des Maxentius trafen sich Licinius und Konstantin im Februar 313 in Mailand. Licinius erkannte Konstantin als senior Augustus an – eine Würde, die eigentlich Maximinus zugestanden hätte –, und heiratete Constantia.
Spätestens jetzt wurde die Religionspolitik der Kaiser auch zu einem bedeutenden politischen Faktor im Kampf um die Macht. Konstantin und Licinius hatten in Mailand eine Vereinbarung getroffen, die allgemeine Religionsfreiheit garantierte. Maximinus dagegen, der sich als Nachfolger des Galerius und als Verteidiger der Tetrarchie verstand, nahm die 311 zunächst beendeten Christenverfolgungen kurzzeitig wieder auf. Die christenfeindliche Politik der tetrarchischen Kaiser resultierte auch aus der Legitimation, die sie aus einer Verbindung mit den römischen Göttern – speziell zu Jupiter und Hercules – zogen. Wer wie die Christen die Götter nicht achtete und verehrte, achtete nach dieser Vorstellung auch die Kaiser nicht, die sich ihnen unterstellten. Maximinus bemühte sich deshalb, das Christentum zurückzudrängen und die alten Kulte zu stärken. Dabei konnte er sich in seinem Reichsteil auf eine Mehrheit der Bevölkerung stützen, die nach wie vor den alten Religionen anhing. Er konnte sich aber der Loyalität der starken Minderheit der Christen nicht mehr sicher sein, die nun auf eine „Befreiung“ durch die als tolerant geltenden Kaiser Konstantin und Licinius hofften.
Während sich Licinius in Italien aufhielt, überquerte Maximinus Daia mit seinen Truppen den Bosporus und eroberte die auf der europäischen Seite gelegene Stadt Byzantion, das spätere Konstantinopel. Er musste jedoch Ende April auf dem Campus Ergenus bei Adrianopel (heute Edirne) eine schwere Niederlage gegen den aus dem Westen zurückgekehrten Licinius hinnehmen. Die Christen im Osten interpretierten den Sieg als göttliche Fügung. Maximinus Daia starb im Juli 313 auf der Flucht vor seinem Gegner in Tarsos im südlichen Kleinasien. Licinius ließ die damnatio memoriae über ihn verhängen, seine Familie und seine wichtigsten Mitarbeiter wurden getötet. Auch Candidianus sowie Severianus, der Sohn des Severus, fanden den Tod. 315 wurden schließlich auch Diokletians Ehefrau Prisca und deren Tochter Valeria aufgegriffen und hingerichtet.

### Konstantin gegen Licinius

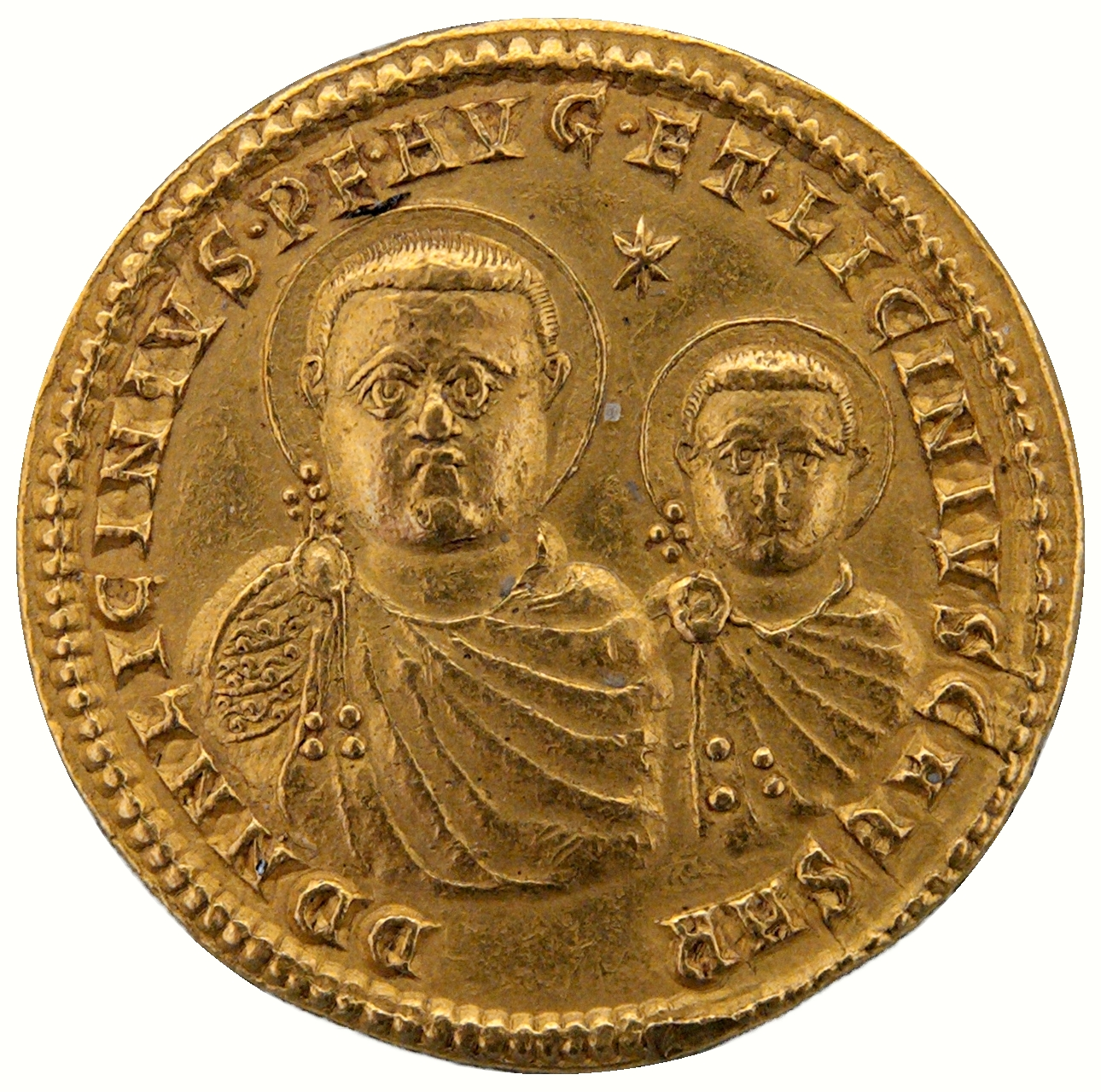
Goldmultiplum des Licinius mit seinem Sohn

Im Sommer 313 waren somit von den sechs Kaisern des Jahres 308 nur noch zwei am Leben: Konstantin und Licinius. Es war nur noch eine Frage der Zeit, bis es auch zwischen den beiden verbliebenen Kaisern zu offenen Feindseligkeiten kommen würde. Konstantins Angebot, den Konflikt durch Einrichtung einer Pufferzone zwischen den beiden Reichsteilen zu entschärfen, stieß bei Licinius auf Ablehnung. Konstantins Schwager Bassianus, der den aus Italien sowie Raetien, Noricum und Pannonien bestehenden Pufferstaat als Caesar hätte verwalten sollen, wurde kurz darauf hingerichtet. Angeblich hatte sein Bruder Senecio, ein Höfling des Licinius, ihn dazu angestiftet, sich gegen Konstantin zu erheben.
Im Herbst 316 standen sich Konstantin und Licinius schließlich zum ersten Mal auf dem Balkan mit Truppen gegenüber. Licinius unterlag Konstantin bei Cibalae und Mardia und verlor den Großteil seines europäischen Herrschaftsgebiets; lediglich Thrakien und Moesien verblieben unter seiner Kontrolle. Seinen erst kurz zuvor eingesetzten Mitkaiser Valerius Valens musste er auf Veranlassung Konstantins absetzen und hinrichten lassen.
Am 1. März 317 ernannte Konstantin neue Caesaren, seine Söhne Crispus und Konstantin II. für den Westen und seinen Neffen Licinianus, den Sohn des Licinius und seiner Schwester Constantia, für den Osten. Crispus war wohl zwölf, Licinianus keine zwei Jahre alt und Konstantin II. erst wenige Tage zuvor geboren worden, ihre einzige Qualifikation bestand also in ihrer Verwandtschaft zu den beiden regierenden Kaisern. Mit der Ernennung von – naturgemäß noch nicht zur Regierungsausübung fähigen – Kindern zu Caesares wandten sich die Augusti von einer der zentralen tetrarchischen Ideen ab: Die Herrschaft wurde nicht mehr zwischen Augusti und Caesares aufgeteilt, vielmehr fungierte der Titel Caesar wieder – wie vor der Einführung der Tetrarchie – zur Designation der kaiserlichen Nachfolger.
Während der nächsten Jahre verschlechterte sich das Verhältnis zwischen Konstantin und Licinius wieder. Licinius musste hinnehmen, dass Konstantin vom eigentlich ihm unterstellten Thrakien aus gegen die Goten kämpfte, und Konstantin sah es sicher ungern, dass Licinius die Rechte der von ihm geförderten Christen einschränkte und diese mehr und mehr aus Militär und Verwaltung verdrängte. Licinius ließ für Konstantin geprägte Münzen einschmelzen und erkannte die von diesem für die Jahre 323 und 324 bestimmten Konsuln nicht mehr an. Die Schlachten bei Adrianopel im Juli und Chrysopolis im September 324 brachten schließlich die Entscheidung: Konstantin wurde Alleinherrscher, Licinius wurde inhaftiert und im Jahr darauf hingerichtet. Diokletians tetrarchisches System war damit endgültig gescheitert: Es gab mit Konstantin nur noch einen Augustus und die drei verbliebenen Caesares – Crispus, Konstantin II. und der im November 324 ernannte Constantius II. – waren biologische Söhne Konstantins ohne echte eigene Verantwortung.

## Das Fortdauern tetrarchischer Ideen
Nach dem Sieg Konstantins über Licinius spielten tetrarchische Vorstellungen weiterhin eine Rolle. Als wichtigste und langlebigste Idee erwies sich die durch Diokletian endgültig etablierte Mehrkaiserherrschaft. Im 4. Jahrhundert und darüber hinaus gab es nur selten Kaiser, die das riesige Reich ohne Mit- oder Unterkaiser beherrschen konnten. Nach dem Tod Kaiser Theodosius’ I., der als vorerst letzter Kaiser alleine herrschte, kam es 395 zu einer endgültigen Reichsteilung; in der Folge regierten immer mindestens zwei Kaiser. Bruno Bleckmann kommentiert: „Die historische Bedeutung der von Diokletian geschaffenen Tetrarchie […] ist […] darin begründet, daß von nun an römische Kaiserherrschaft so gut wie ausnahmslos nur als die Herrschaft mehrerer Kaiser gestaltet wird.“
Darüber hinaus spielten weitere diokletianische Herrschaftsideen über 324 hinaus eine Rolle. So vermuten einige Forscher, dass die konstantinische Familientragödie von 326, während der Konstantin nacheinander seinen Sohn Crispus und seine Frau Fausta töten ließ, auf einen höfischen Machtkonflikt zwischen Vater und Sohn zurückzuführen sein könnte: Crispus habe demnach seinen Vater gedrängt, nach 20 Jahren aktiver Kaiserherrschaft zurückzutreten, wie es den Regeln der Tetrarchie entsprochen habe, damit Crispus ihm als Augustus nachfolgen könne. Debatten hat auch eine andere Aktion Konstantins ausgelöst: 335 ernannte er – zusätzlich zu seinen drei Söhnen Konstantin II., Constantius II. und Constans – seinen Neffen Dalmatius zum Caesar. Mit dieser Ernennung von vier Kaisern könnte er eine der Tetrarchie ähnliche Nachfolgeordnung etabliert haben, die aber nach Konstantins Tod 337 nach einer Reihe von Morden, in denen auch Dalmatius starb, scheiterte.
Constantius II. kam auch nach dem Tod seiner beiden Brüder mit den Nachwirkungen der Tetrarchie in Berührung: 353/354 geriet er in einen Konflikt mit seinem Caesar Constantius Gallus, der auch durch die unterschiedlichen Interpretationen der Tetrarchie ausgelöst wurde: Während Constantius seinen Cousin Gallus als Herrscher mit repräsentativen Aufgaben betrachtete, dem er klar übergeordnet war, reklamierte der Caesar für sich eine autonome Stellung mit weitreichenden Kompetenzen, die ihm eigene politische Maßnahmen gestattete. Beide beriefen sich dabei wohl auf die ursprüngliche diokletianische Tetrarchie. Constantius ließ Gallus schließlich hinrichten. Zu einem ähnlichen Problem kam es einige Jahre später zwischen Constantius und seinem neuen Caesar, Gallus’ Halbbruder Julian, der noch kurz vorher (in einer Lobrede an Constantius aus dem Jahr 356) das System der Tetrarchie und dessen Schöpfer Diokletian ausdrücklich gelobt hatte. So war die Tetrarchie bereits in den 350er Jahren ein wichtiger Bestandteil der legitimatorischen Geschichtspolitik der Kaiser.